# Ruckersville (Virginie)
Ruckersville est une census-designated place située dans le comté de Greene, dans l’État de Virginie, aux États-Unis. Lors du recensement de 2020, elle comptait 1 484 habitants.